# Böhmisk-mähriska höglandet
Böhmisk-mähriska höglandet, på tjeckiska Českomoravská vrchovina eller Českomoravská Vysočina är ett högland i Tjeckien. Det ligger i den södra centrala delen av landet, sydost om huvudstaden Prag, och sammanfaller i stora drag med den administrativa regionen Vysočina.
Området ligger 500 till 800 meter över havet. Landskapet är kulligt. De högsta punkterna är Javořice (837 m ö.h.) i söder och Devět skal (836 m ö.h.) i norr. 